# Stictoleptura fontenayi
Stictoleptura fontenayi là một loài bọ cánh cứng trong họ Cerambycidae.